# Карл Хелферих
Карл Теодор Хелферих (на немски: Karl Theodor Helfferich) е германски политик, финансист и дипломат.
Роден е на 22 юли 1872 година в Нойщат ан дер Вайнщрасе. Учи право и политически науки в Мюнхенския, Берлинския и Страсбургския университет.
След дипломирането си преподава в Берлинския университет. През 1902 година постъпва на дипломатическа служба, през 1906 година става директор на Анадолската железница, а от 1908 година е в ръководството на „Дойче Банк“.
През 1915 – 1916 година е финансов министър, а през 1916 – 1917 година е вицеканцлер и вътрешен министър. През 1918 година е посланик в Русия. След 1920 година е сред водещите фигури на десницата и Германската национална народна партия.
Карл Хелферих загива в железопътна катастрофа при Белинцона, Швейцария, на 23 април 1924 година.